# Festival Europeo de los Coros de Jóvenes
El Festival Europeo de los Coros de Jóvenes (en alemán: Europäisches Jugendchorfestival, EJCF) es un festival para los coros de jóvenes principalmente de Europa. Se ha celebrado en 1992, 1995, 1998, 2001, 2004, 2007 y 2010 (Basilea).
Es un acontecimiento muy apreciado del nivel más alto y con coros de todas las partes de Europa. Los primeros huéspedes vinieron de Sudáfrica, y en 2004 acudió el "Coro de Jóvenes Santa Cecilia" de Riversul (estado São Paulo, Brasil). El coro del anfitrión es el Coro de los Niños Cantores de Basilea, cuyo director es Beat Raaflaub y es a la vez un consejero artístico de la presidencia del festival.